# Henry Wace
Henry Wace, född den 10 december 1836 i London, död den 9 januari 1924 i Canterbury, var en engelsk anglikansk teolog av ortodoxt snitt.
Wace utbildades bland annat i Rugby och vid King's College, London, blev curate på olika platser från 1861, höll Bampton-föreläsningar i Oxford 1879, blev professor i kyrkohistoria vid Londons universitet (King’s College) 1875 och var dess principal 1883–1896. År 1903 blev han dean (domprost) i Canterbury.
Henry Wace är mest känd som (jämte William Smith) utgivare av Dictionary of Christian Biography, Literature, Sects and Doctrines (4 band, 1877-87) och (jämte W.C. Piercy) Dictionary of Christian Biography and Literature to the End of the 6th century A. D. with an Account of the Principal Sects and Heresies (1911). Han författade även The Principles of the Reformation (1911) och under Första Världskriget The War and the Gospel (1917) samt utgav bland annat Luthers tidigare skrifter.